# Stefania Rospond
Stefania Szacoń z domu Rospond (ur. 30 kwietnia 1930 w Liszkach) – działaczka katolicka, zelatorka Kongregacji Żywego Różańca Dziewcząt, więźniarka polityczna, skazana w procesie księży kurii krakowskiej w 1953 r.

## Życiorys
Urodzona w rodzinie rolniczej. Córka Izydora (producenta kiełbasy lisieckiej) i Marii z domu Korpak, siostra przyrodnia Józefa Szpondera, żołnierza Narodowej Organizacji Wojskowej oraz krewna biskupa Stanisława Rosponda i prof. Stanisława Rosponda. Po ukończeniu szkoły podstawowej pomagała rodzicom w prowadzeniu gospodarstwa rolnego. Była zaangażowana w działalność Kongregacji Żywego Różańca Dziewcząt. Ukończyła kurs zelatorek, brała udział w rekolekcjach zamkniętych. W 1949 jej brat przyrodni Józef Szponder, b. żołnierz NOW i student Akademii Górniczo-Hutniczej w Krakowie zbiegł w obawie przed represjami do Niemiec.
19 września 1952 została aresztowana w swoim domu przez funkcjonariuszy Urzędu Bezpieczeństwa pod zarzutem działalności szpiegowskiej. Powodem była zagraniczna paczka wysłana na jej adres przez brata Józefa dla ks. Józefa Fudalego, wówczas wikarego w Liszkach. Stefanię przewieziono do więzienia na Montelupich w Krakowie, gdzie była torturowana. W tym czasie aresztowano też jej siostrę Stanisławę Kowalik wraz z mężem Adamem. W czasie pokazowego procesu, który w dniach 21–27 stycznia 1953 r. odbywał się w hali widowiskowej Zakładów Szadkowskiego, oskarżał ją, jak i innych sądzonych, naczelny prokurator wojskowy Stanisław Zarakowski. Nigdy nie przyznała się do winy. Mimo to Wojskowy Sąd Rejonowy w Krakowie pod przewodnictwem Mieczysława Widaja skazał ją na 6 lat więzienia. Karę odbywała w więzieniu w Fordonie, gdzie pracowała w szwalni. Zwolniona w 1956 r. na mocy amnestii.
7 października 1957 wyszła za mąż za Wacława Szaconia, byłego żołnierza Armii Krajowej, również więźnia politycznego w latach 1949–1956. Mają czworo dzieci. W 1979 po 30 latach rozłąki, spotkała się z bratem Józef Szponderem. W 2009 została odznaczona Złotym Krzyżem Zasługi. Wraz z mężem jest członkiem Związku Więźniów Politycznych Okresu Stalinowskiego w Krakowie.